# Dolores, Carazo
Dolores là một khu tự quản thuộc tỉnh Carazo, Nicaragua. Khu tự quản Dolores có diện tích 3 ki lô mét vuông. Đến thời điểm năm 2005, huyện Dolores có dân số 6761 người.